# Riềng Malacca
Riềng malacca (danh pháp hai phần: Alpinia malaccensis) là cây thân thảo thuộc họ Gừng.
Cây mọc ven suối và dưới tán rừng thưa, có thể cao đến 4 m, ra hoa tháng 4 đến tháng 6. Hoa đẹp, có thể trồng làm cảnh, quả chín ăn được.
Cây có mặt ở Ấn Độ, Indonesia, Malaysia, Thái Lan, Philippin, Trung Quốc, Việt Nam (khu vực miền núi phía Bắc và tỉnh Bà Rịa-Vũng Tàu).

## Hình ảnh

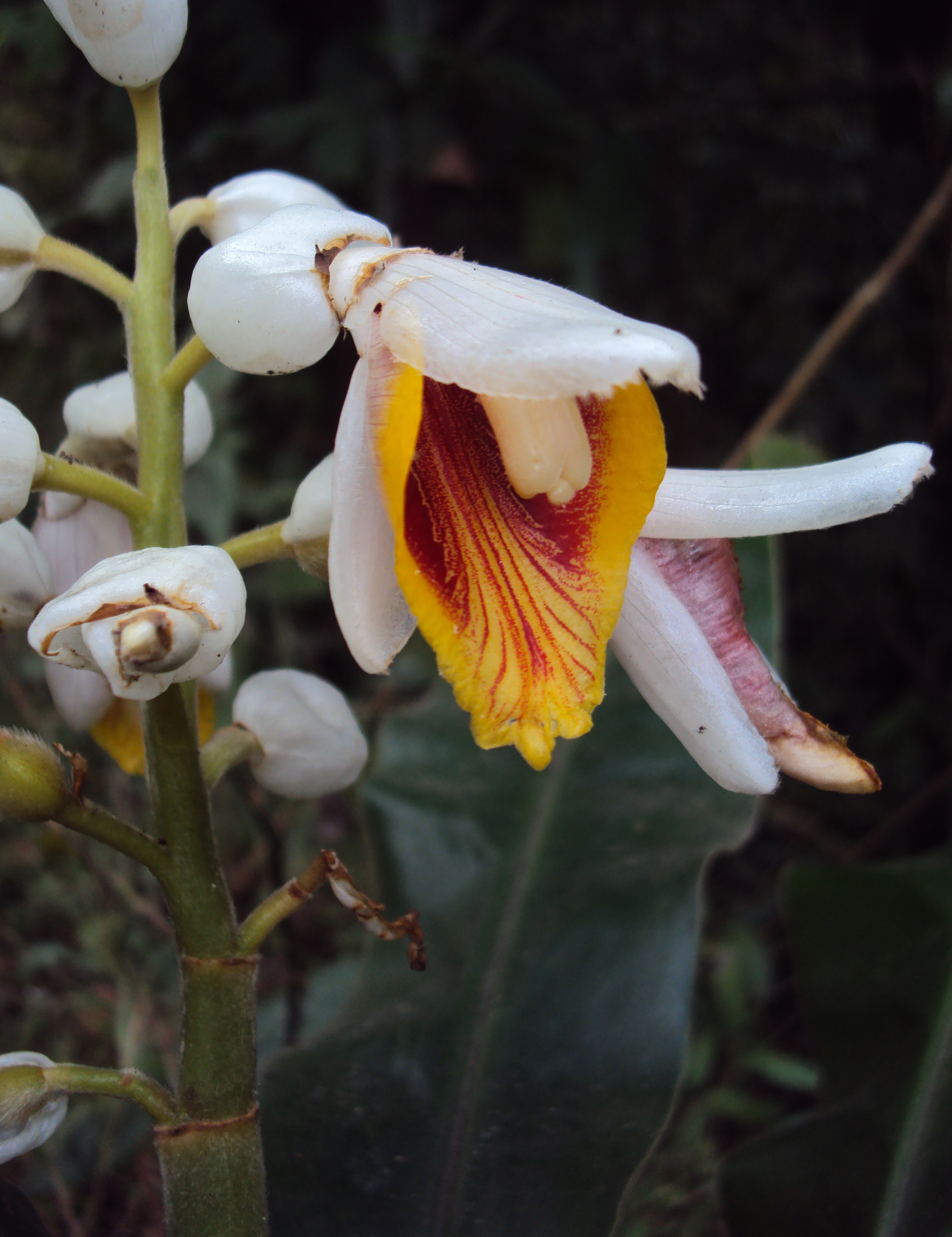
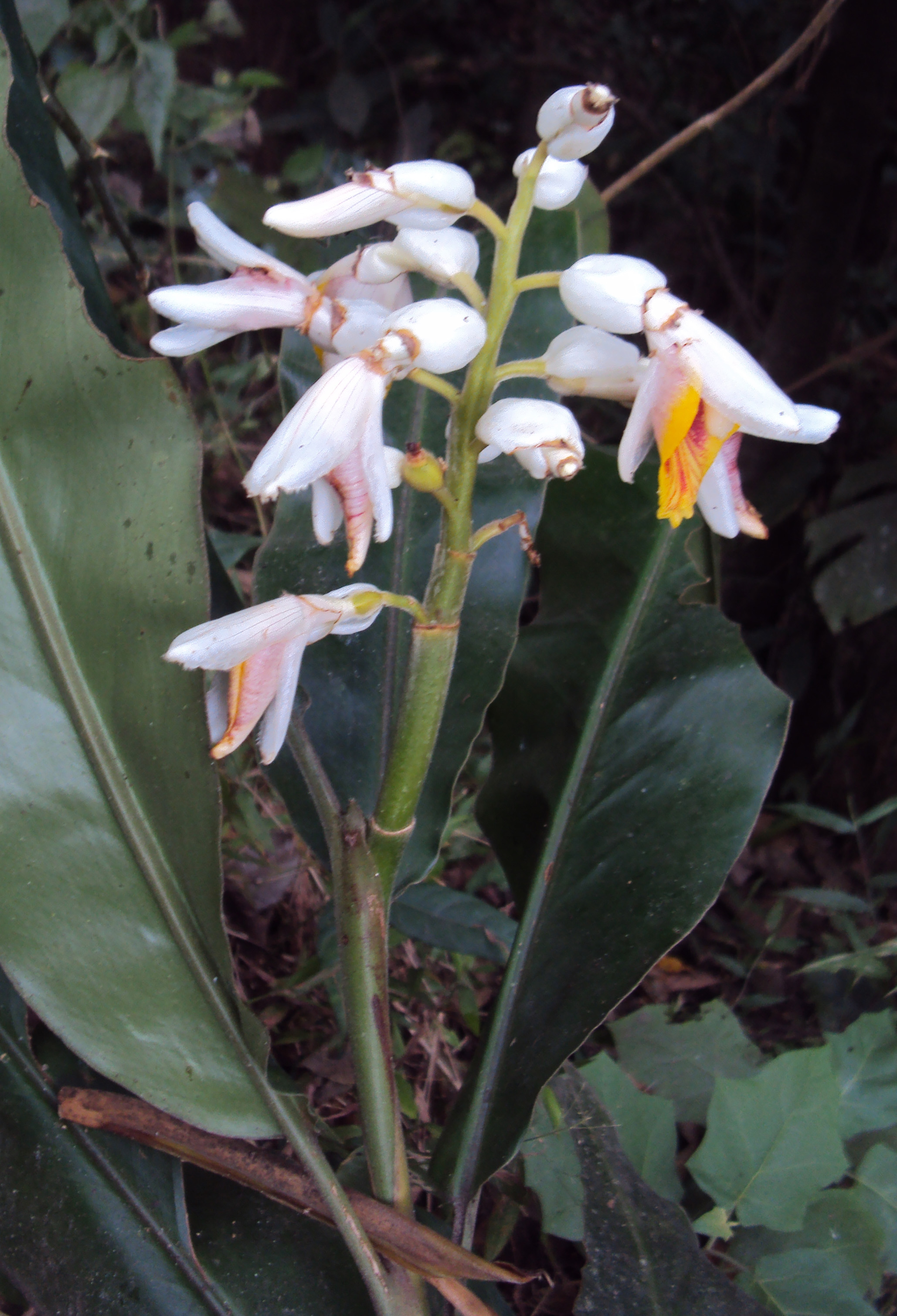
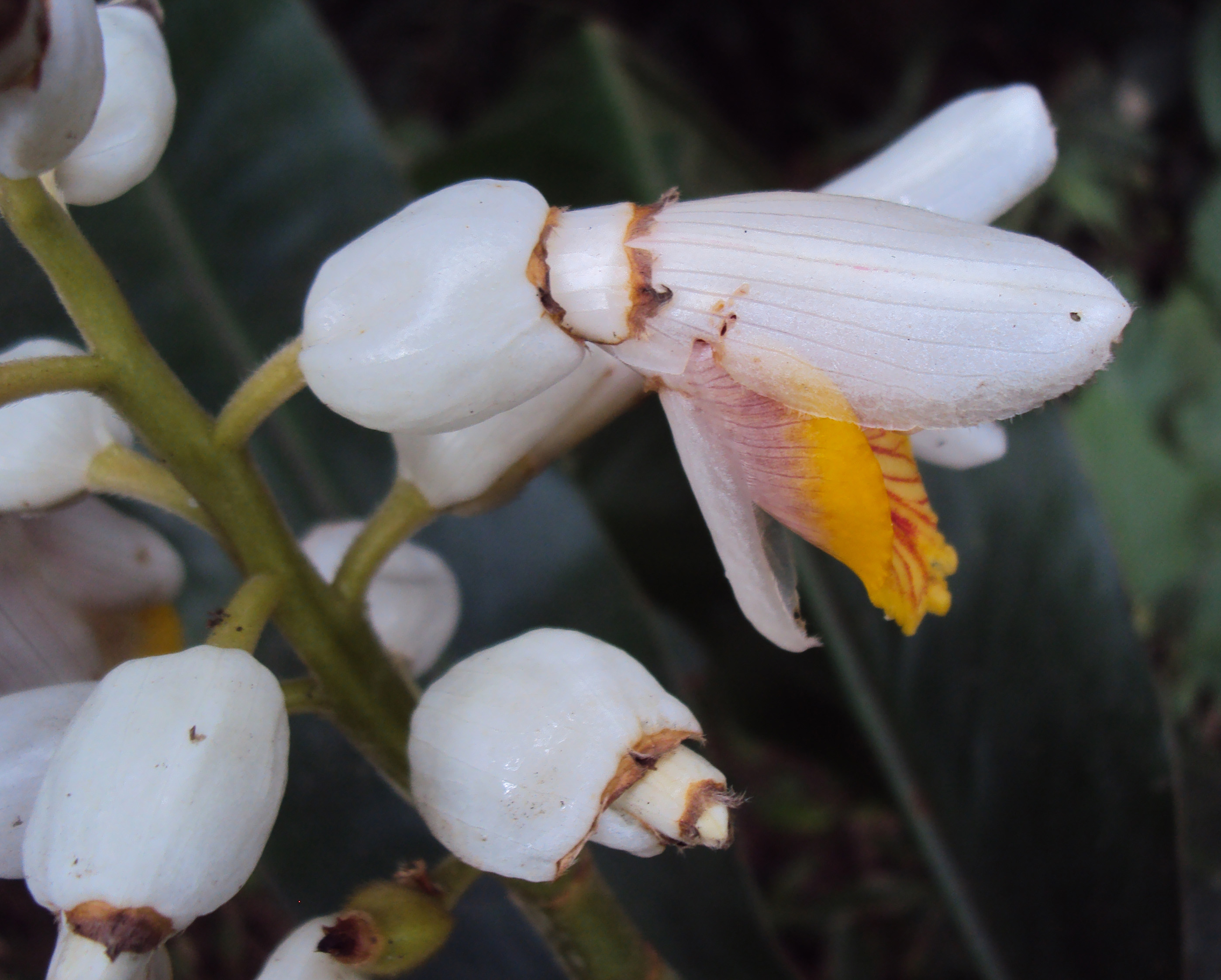
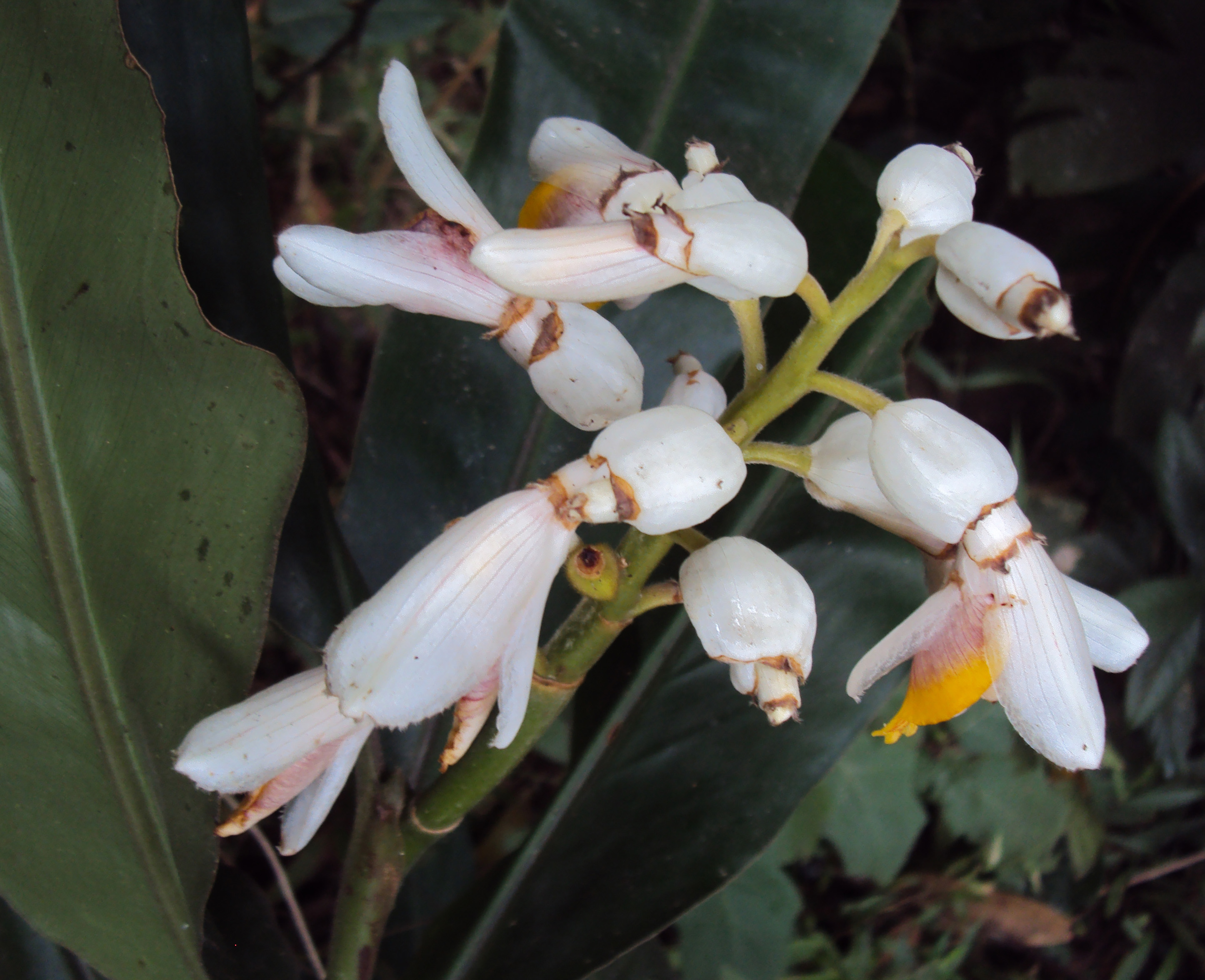